# Џозефина Зец
Џозефина Ида Зец (Филаделфија, 1. новембар 2000) хрватско-америчка је певачица. Хрватску је представљала на Дечјој песми Евровизије 2014. са песмом Game Over, освојивши последње, 16. место, што је уједно и најгори резултат Хрватске који је остварила на овом такмичењу.

## Биографија
Џозефина Ида Зец је рођена у Филаделфији, САД. Њен отац, Иван Зец, је Хрват а мајка, Тина Ли Одински-Зец, Американка, филипинских, кинеских, јапанских, пољских, белоруских и немачких корена. Џоузи има млађег брата, Даријана Хрвоја.